# インヴィクタ序曲
インヴィクタ序曲（Invicta, Overture for Band）は、ジェイムズ・スウェアリンジェンが作曲した吹奏楽曲。

## 概要
ボーリング・グリーン州立大学のバンドディレクター、マーク・ケリーに献呈された。演奏時間は5分30秒（フルスコアの記載による）。1981年にアメリカのC.L.バーンハウスから出版された。

## 編成
| 木管 | 木管                 | 金管  | 金管 | 弦・打 | 弦・打                                               |
| ---- | -------------------- | ----- | ---- | ------ | ---------------------------------------------------- |
| Fl.  | 2, Picc.             | Crnt. | 3    | Cb.    | -                                                    |
| Ob.  | 2                    | Hr.   | 4    | Timp.  | ●                                                    |
| Fg.  | 1                    | Tbn.  | 3    | 他     | S.D., B.D., Cym. (crash/susp.), Tamb., Bells, Chimes |
| Cl.  | 3, Alto, Bass        | Bar.  | ●    | 他     | S.D., B.D., Cym. (crash/susp.), Tamb., Bells, Chimes |
| Sax. | Alt. 2 Ten. 1 Bar. 1 | Tub.  | ●    | 他     | S.D., B.D., Cym. (crash/susp.), Tamb., Bells, Chimes |

## 楽曲構成
A-B-Aの三部形式。打楽器のリズムに合わせ、テンポが良い。前半は、スネアのリズムに乗ってテンポが速く、中間はテンポは遅く、ゆっくりとした流れで演奏される。後半は前半と同じような形になっており、スウェアリンジェンらしい形となっている。

## 類似曲
時代劇『大江戸捜査網』のテーマ曲（1970年）との類似が指摘されている。同曲の作曲者の玉木宏樹は、2010年に「これは完全にパクられましたね。短三度上の転調、そして変拍子、私は作曲家ですからパクリかどうかはすぐに判断出来ます。唯一の救いは、向こうはカッコ良くないと言うことですね。」とコメントし、1979年の『大江戸捜査網』映画化時にCBSソニーから発売されたサウンドトラックのLPレコードがアメリカに流れたのではないかと推測している。